# 익형아강
익형아강(Pteriomorphia)은 이매패강에 속하는 연체동물 아강의 하나이다. 대형 목과 아목인 돌조개목, 굴목, 가리비아목, 외투조개아목, 담치아목 그리고 진주조개아목은 별개로 하더라도, 이 아강은 또한 일부 멸종된 과와 기저 분류군으로 추정되는 Evyanidae과, Colpomyidae과, Bakevelliidae과, Cassianellidae과 그리고 Lithiotidae과 등을 포함하고 있다.
판새(lamellibranch) 아가미를 가지고 있으며, 표생저서성 연체동물이다. 족사(足絲, byssus)를 바닥에 부착하여 산다. 발은 하나이며 수축한다. 외투막 가장자리는 아물지 않는다. 통상적으로 아가미가 크며, 먹이를 잡는 데 사용한다. 이 분류군은 잘 알려진 홍합, 가리비, 키조개 그리고 굴 등을 포함하고 있다.

## 2010년 분류
2010년 비엘레(Bieler)와 카터(Carter) 그리고 코언(Coan)은 2010년 출판된 이매패류의 분류 체계에서, 익형아강을 포함한 이매패강 분류를 개정하여, 이매패류에 관한 새로운 분류 체계를 제안했다.
- 돌조개목 (Arcida)
  - 돌조개상과 (Arcoidea)
    - 돌조개과 (Arcidae)
    - 쿠쿨라이아과 (Cucullaeidae)
    - 밤색무늬조개과 (Glycymerididae)
    - 복털조개과 (Noetiidae)
    - 왕복털조개과 (Parallelodontidae)

  - 바탕무늬조개상과 (Limopsoidea)
    - 바탕무늬조개과 (Limopsidae)
    - 필로브리아과 (Philobryidae)
- 진익형하강 (Eupteriomorphia)
  - 굴목 (Ostreida)[4]
    - 굴상과 (Ostreoidea)
      - 주름굴과 (Gryphaeidae)
      - 굴과 (Ostreidae)

  - 가리비목 (Pectinida)
    - 잠쟁이상과 (Anomoiidea)
      - 잠쟁이과 (Anomiidae)

    - 돌굴붙이상과 (Plicatuloidea)
      - 돌굴붙이과 (Plicatulidae)

    - 돌굴상과 (Dimyoidea)
      - 돌굴과 (Dimyidae)

    - 가리비상과 (Pectinoidea)
      - 엔돌리움과 (Entoliidae)
      - 가리비과 (Pectinidae)
      - 큰집가리비과 (Propeamussiidae)
      - 국화조개과 (Spondylidae)

  - 외투조개목 (Limida)
    - 외투조개상과 (Limoidea)
      - 외투조개과 (Limidae)

  - 홍합목 (Mytiloida) 또는 담치목 (Mytilida)
    - 홍합상과 (Mytiloidea)
      - 홍합과 (Mytilidae)

  - 진주조개목 (Pteriida)
    - 키조개상과 (Pinnoidea)
      - 키조개과 (Pinnidae)

    - 진주조개상과 (Pteroidea)
      - 귀조개과 (Malleidae)
      - 진주조개과 (Pteriidae)
      - 풀비니테스과 (Pulvinitidae)
- 멸종된 목
  - † Cyrtodontoida
  - † Praecardioida